# Rugby (borough)
Rugby è un borough del Regno Unito, nella contea inglese del Warwickshire.
Il suo capoluogo è l'omonima città, nota per avere dato i natali al gioco del rugby.
Nota come Distretto di Woodspring prima del 1996, l'autorità fu creata con il Local Government Act 1972 il 1º aprile 1974 dalla fusione del borough di Rugby con l'omonimo distretto rurale.

## Parrocchie civili
- Ansty
- Binley Woods
- Birdingbury
- Bourton and Draycote
- Brandon and Bretford
- Brinklow
- Burton Hastings
- Church Lawford
- Churchover
- Clifton upon Dunsmore
- Combe Fields
- Copston Magna
- Cosford
- Dunchurch
- Easenhall
- Frankton
- Grandborough
- Harborough Magna
- King's Newnham (Newnham Regis)
- Leamington Hastings
- Little Lawford
- Long Lawford
- Marton
- Monks Kirby
- Newton and Biggin
- Pailton
- Princethorpe
- Ryton on Dunsmore
- Rugby
- Shilton
- Stretton Baskerville
- Stretton-on-Dunsmore
- Stretton-under-Fosse
- Thurlaston
- Wibtoft
- Willey
- Willoughby
- Withybrook
- Wolfhampcote
- Wolston
- Wolvey